# Anthus pallidiventris
El bisbita patilargo (Anthus pallidiventris)  es una especie de ave paseriforme de la familia Motacillidae propia de África Central.

## Distribución y hábitat
Se encuentra en Angola, Camerún, República del Congo, República Democrática del Congo, Guinea Ecuatorial y Gabón.
Su hábitat natural son las praderas tropicales de tierras bajas.